# Фуников, Виталий Петрович
Виталий Петрович Фу́ников (1901—1958) — советский конструктор подводных лодок.

## Биография
Окончил ЛПИ (1930).
В 1933—1953 годах — инженер-конструктор, начальник сектора, начальник корпусного отдела, главный конструктор дизель-электрических подводных лодок в ЦКБ-18.
В 1953—1958 годах — главный инженер СКБ-143.
Первый заместитель главного конструктора первой советской атомной подводной лодки К-3 («Ленинский комсомол») (руководил разработкой проекта на всех этапах, а также строительством и испытаниями). Главный конструктор атомной ракетной подводной лодки проекта 639 (работы прекращены на стадии технического проекта).

## Награды и премии
- Сталинская премия первой степени (1943) — за создание нового типа боевого корабля
- орден Ленина
- орден Трудового Красного Знамени
- орден «Знак Почёта»
- медали